# Francisco Javier Ugarte Pagés

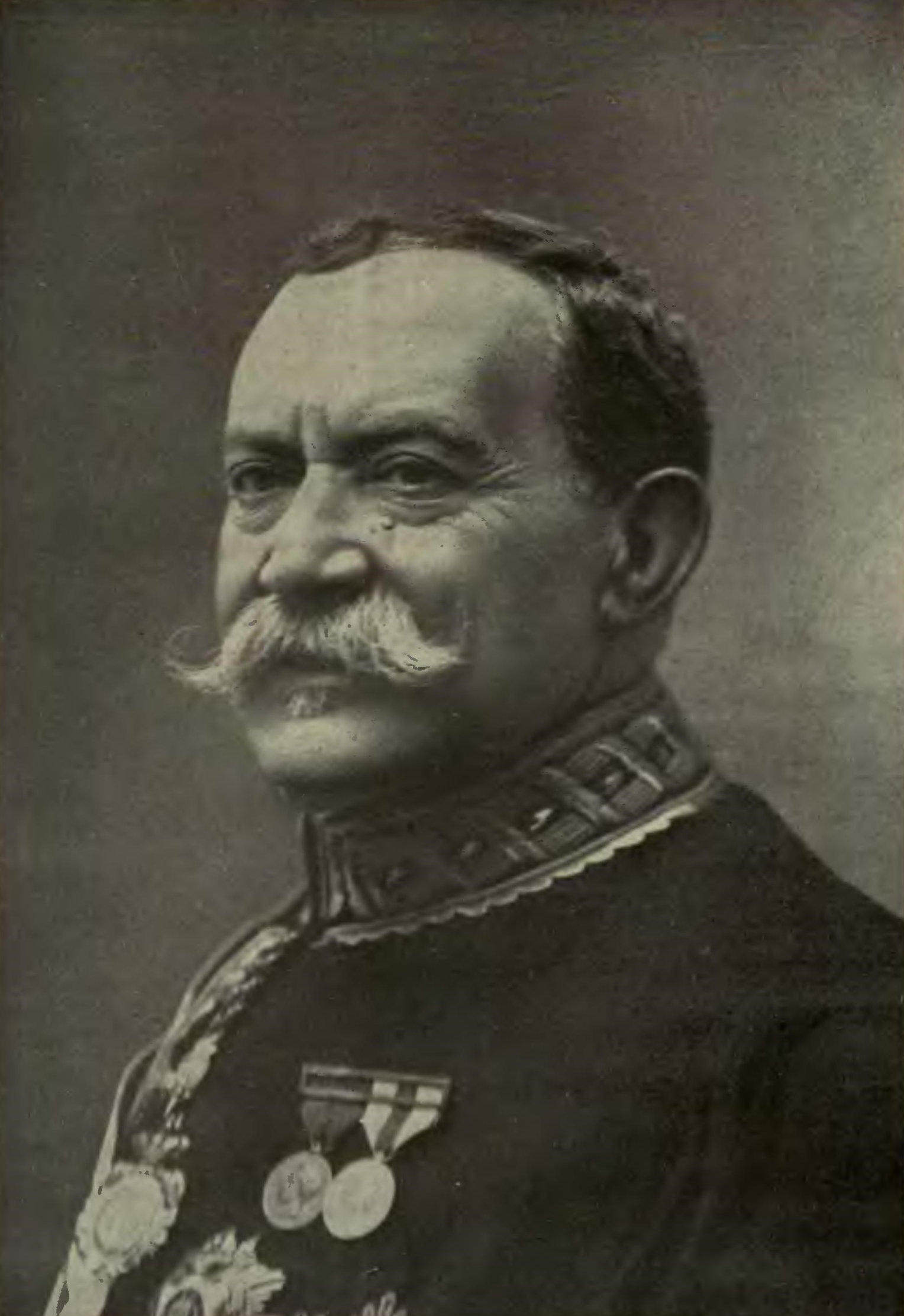
Francisco Javier Ugarte Pagés (1919)

Francisco Javier Ugarte y Pagés, auf Katalanisch Francesc Xavier Ugarte i Pagès, (* 24. Februar 1852 in Barcelona; † 27. Juni 1919 in Madrid) war ein spanischer Anwalt und Politiker.

## Leben
Ugarte y Pagés gründete 1876 in Madrid die Wochenzeitschrift El Comercio Español, darüber hinaus war er Redakteur bei El Tiempo und La Época. 1891 wurde er als Mitglied der Partido Conservador (‚Konservativen Partei‘) Abgeordneter der Provinz Ourense und behielt diesen Sitz durch alle Wahlen zwischen 1896 und 1903 hindurch. Einzig 1898 erhielt er einen Sitz für Kuba. 1903 verzichtete er auf seinen Abgeordnetensitz, um einen Platz im Senat als senador vitalicio (‚Senator auf Lebenszeit‘) einzunehmen.
Während der Regentschaft von María Cristina war Ugarte y Pagés spanischer Innenminister (23. Oktober 1900 bis 6. März 1901) in der Regierung von Marcelo Azcárraga Palmero und während der Regentschaft ihres Sohnes Alfons XIII. Justizminister (16. Dezember 1904 bis 23. Juni 1905). Später war er im Kabinett von Eduardo Dato Minister für die Förderung Spaniens (27. Oktober 1913 bis 25. Oktober 1915).